# Temerarii de la scara doi (film)

Temerarii de la scara 2

Temerarii de la scara doi este un film românesc de animație din 1988 regizat de Zaharia Buzea, Marian Mihail, Ana-Maria Buzea și Artin Badea.
Temerarii de la scara 2 sau Vânătorii cu noroc, așa cum sunt numiți în benzile desenate, sunt creația soților Zaharia Buzea și Ana Maria Buzea.
Cei cinci, adică Nela, Vic, Bogdănel și Mihai, cărora li se alătură Cățelul, trec printr-o serie de peripeții cu inocența și candoarea copilăriei. Reprezintă prototipul Pionierilor model: isteți, bravi și descurcăreți.

## Personaje
- Nela – este singura fată din grup și totodată cea mai cuminte dintre toți.
- Vic – cel mai mare dintre toți, este foarte priceput în electronică și automatică. Drept dovadă, a inventat un cățel mecanic, care se deplasează cu ajutorul unei elice, ca elicopterul.
- Bogdănel – Bogdănel „cu voința de oțel”, „comandantul brav”, preia de cele mai multe ori conducerea și inițiativa grupului.
- Mihai – este cel mai mic dintre temerari, dar asta nu înseamnă că nu este lipsit de idei constructive.
- Cățelul – deștept (știe să numere și să latre ora) este numit uneori Bagăspaimaîntrejivine. Curajul nu este una dintre calitățile sale, dar este inimos și sare să ajute echipa întotdeauna.
- Cioara – deși nu face parte din echipă, temerarii sunt însoțiți pretutindeni de o cioară cu șapcă, martor tacit al evenimentelor, mereu gata să râdă de gafele copiilor și ale cățelului.

## Producție

### Serialul
Serialul a fost anunțat pentru prima dată în august 1985, urmând a fi realizat de regizorii Zaharia Buzea, Marian Mihail și Ana-Maria Buzea după scenariul scriitorului Iuliu Rațiu, care era inspirat din viața elevilor. Personajele animate urmau a fi însoțite de roboțelul Rică, de motănelul Miorlache și de un papagal anonim în niște aventuri neașteptate și amuzante. Presa epocii consemna că noi episoade erau în curs de filmare în octombrie 1986. Realizarea celor 13 episoade ale serialului a ridicat probleme complexe echipei de producție ca urmare a animării unui mare număr de personaje, a folosirii „lipsingului” și a menținerii echilibrului dramaturgic.
Temerarii de la scara doi este alcătuit din 13 episoade, printre care:
1. Caseta misterioasă (r. Marian Mihail)
2. O hartă cu bucluc (r. Zaharia Buzea)
3. Un telefon neașteptat (r. Ana Maria Buzea)
4. Început de drum (r. Marian Mihail)
5. Un pescar fără noroc (r. Ana Maria Buzea)
6. Drumul spre castel (r. Artin Badea)

### Lungmetrajul
Creatorii filmelor de animație românești au fost contaminați în acei ani, potrivit criticului Dinu-Ioan Nicula, de „patima lucrului pe bandă rulantă”, producând un număr mare de episoade care au fost transformate ulterior în lungmetraje. Transformarea serialelor de animație în lungmetraje era o practică obișnuită a studioului Animafilm în cursul anilor 1980 și urmărea distribuirea filmului în sălile de cinema pentru a obține încasări mai mari. Principala problemă a lungmetrajelor de acest tip a fost realizarea legăturilor între episoade pentru obținerea coeziunii și a continuității acțiunii, ceea ce aducea în dezbatere necesitatea construirii scenariului încă de la început și nu reconstrucția lui ulterioară prin intermediul unor artificii.
În mod similar serialelor de animație din anii 1980, succesul la public al personajelor a stat la baza alcătuirii unui film de lungmetraj, care a fost regizat de Zaharia Buzea, Marian Mihail, Ana Maria Buzea și Artin Badea. Filmul Temerarii de la scara 2 era adresat în primul rând pionierilor și prezenta o serie de aventuri similare cu cele ale „cireșarilor” din cărțile lui Constantin Chiriță. Lucrul cel mai greu a fost realizarea legăturilor între episoade, dar experimentata monteuză Sonia Georgescu a reușit să creeze o structură narativă solidă. Realizarea filmului era recent încheiată în martie 1988, conform unei știri publicate în numărul din 24 martie 1988 al ziarului Informația Bucureștiului.

## Primire

### Lansare
Temerarii de la scara doi a avut premiera oficială în 30 mai 1988 la cinematograful „Scala” din București, după care a fost distribuit și difuzat în cinematografele din România începând din data de 1 iunie (când se sărbătorea Ziua Copilului). Patru lungmetraje de animație au avut premiera în România în anul 1988, ceea ce a reprezentat un record absolut: Uimitoarele aventuri ale muschetarilor, Temerarii de la scara doi, Novăceștii și Fiul stelelor.
Atât serialul, cât și lungmetrajul au fost foarte bine primite de publicul spectator de vârste diferite care a participat la ediția din toamna anului 1988 a Festivalului național „Cîntarea României”. Lungmetrajul Temerarii de la scara 2 a fost vizionat de 468.127 de spectatori în cinematografele din România, după cum atestă o situație a numărului de spectatori înregistrat de filmele românești de la data premierei și până la data de 31 decembrie 2014 alcătuită de Centrul Național al Cinematografiei. Peripețiile temerarilor s-au bucurat de mare succes în rândul publicului spectator din cinematografe, de la premiere sau din cadrul unor gale speciale și ecrane de vacanță.

### Opinii critice
Cineastul Virgil Mocanu considera că filmul Temerarii de la scara doi este „prima încercare — și reușită – din domeniul aventurilor unor copii de 14-15 ani, pionieri care se formează și formează caracterul altora, într-o succesiune de întîmplări cu haz”. În fine, istoricul de film Călin Căliman a descris acest lungmetraj într-un articol publicat în ziarul Contemporanul drept „un vioi și plăcut film cu copii din zilele noastre” și apoi, într-un număr ulterior al aceluiași ziar, drept un film cu eroi contemporani „plăcut” și „întocmit cu poezie și haz”.